# Gasisolierte Schaltanlage

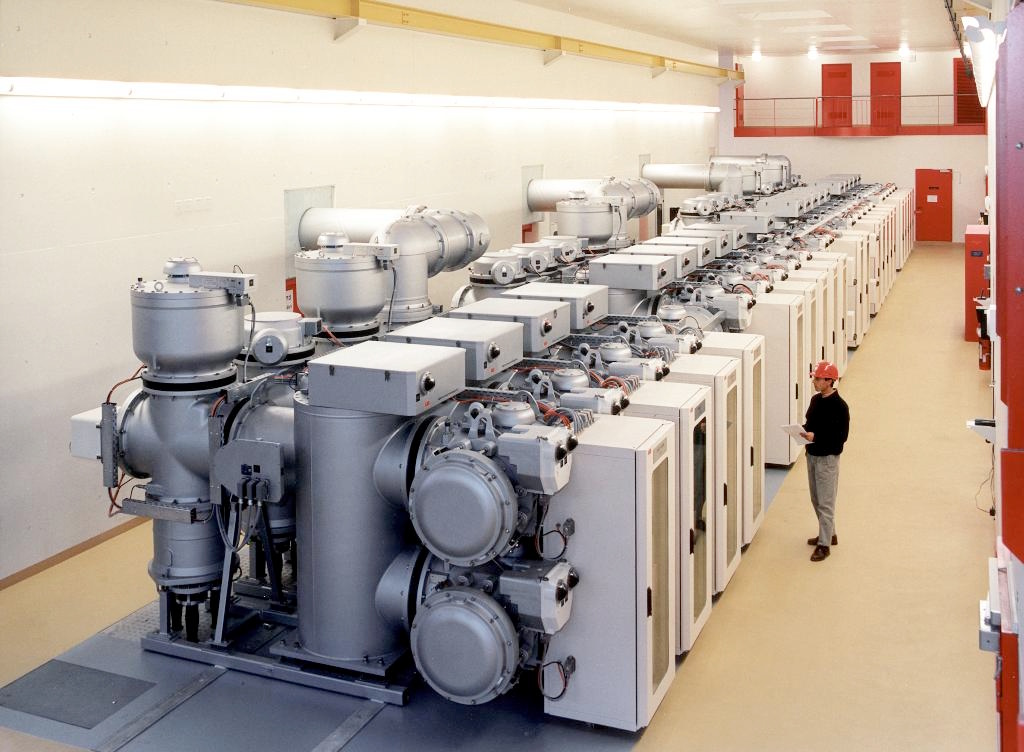
Gasisolierte Schaltanlage

Eine gasisolierte Schaltanlage (englisch gas-insulated switchgear, GIS) ist eine – im Unterschied zur luftisolierten Schaltanlage (englisch air-insulated switchgear, AIS) – vollständig gasdicht gekapselte Schaltanlage für Hochspannung und Mittelspannung, die zur Isolierung den oder die elektrischen Leiter mit Schwefelhexafluorid (SF6) als Schutzgas umgibt. Damit sind, im Gegensatz zu luftisolierten Schaltanlagen, kompakte Schaltanlagen in engen Räumen realisierbar.

## Grundlagen

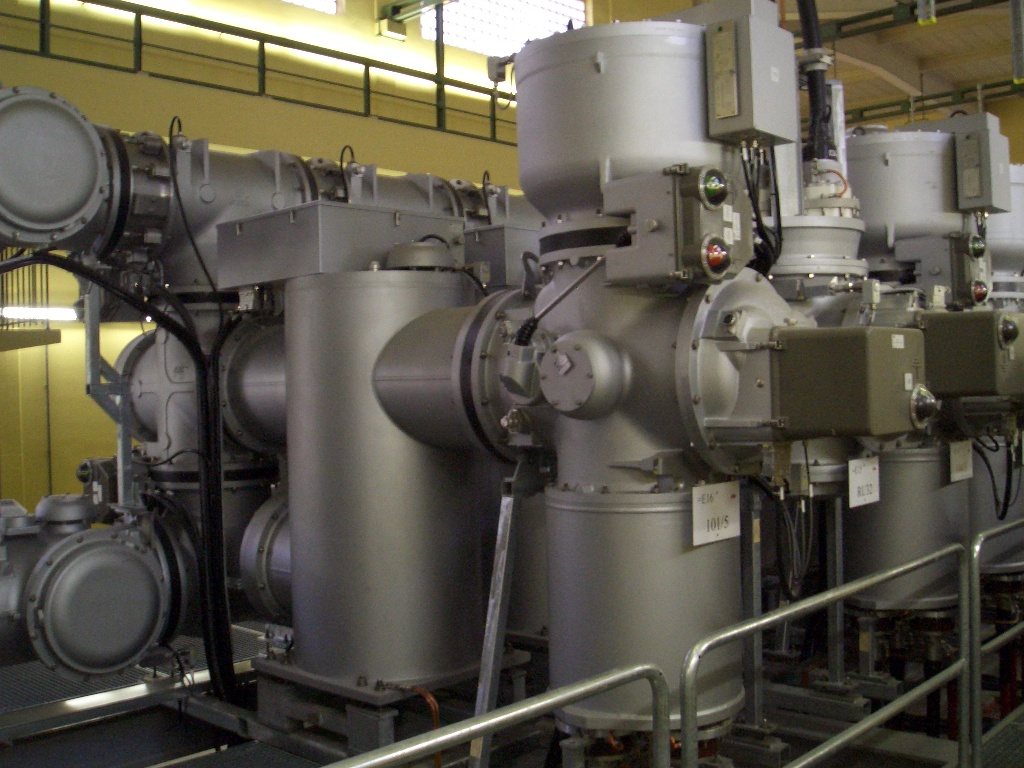
Schaltfeld einer GIS für 110 kV

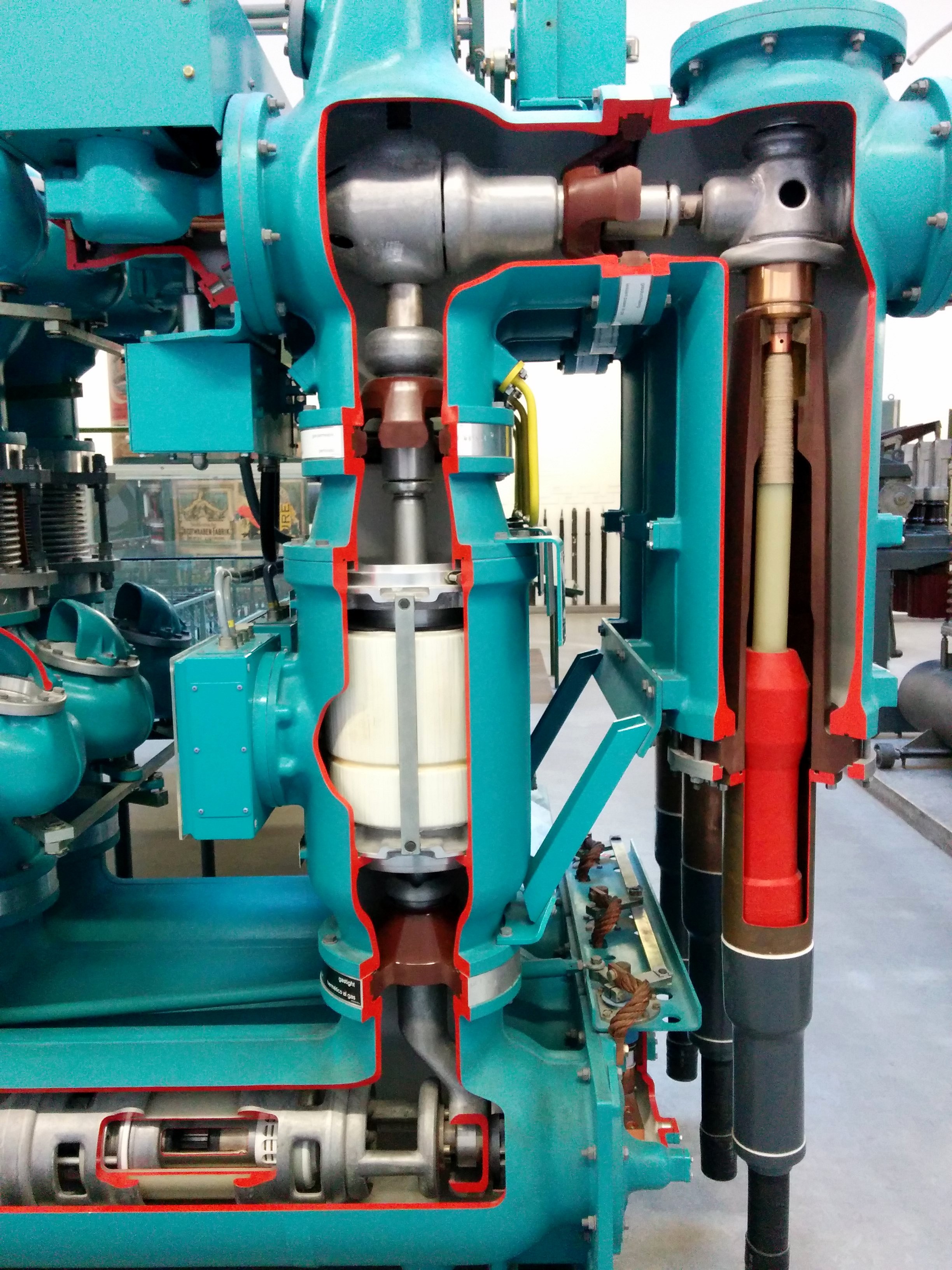
Schnittmodell einer GIS mit Kabelendverschluss, Trenner, Stromwandler und Leistungsschalter

Gasisolierte Schaltanlagen sind wesentlich kompakter als luftisolierte Schaltanlagen, weil SF6 eine drei- bis vierfach höhere Durchschlagsfestigkeit als Luft bei Normaldruck besitzt. Außerdem unterstützt SF6 das Verlöschen von Funkenstrecken effektiver als Luft. Gasisolierte Schaltanlagen sind in der Regel für Innenräume konzipiert, können aber problemlos für das Außengelände umgerüstet werden. GIS haben luftisolierte Schaltanlagen im Bereich Innenraumanwendung durch ihre geringere Baugröße fast vollständig verdrängt. Luftisolierte Schaltanlagen in Mittelspannungsnetzen bis ca. 20 kV waren lange Zeit billiger in ihren Anschaffungs- und Unterhaltskosten, jedoch sind fernsteuerbare gasisolierte Schaltanlagen seit der Jahrtausendwende wesentlich billiger im Betrieb und herstellerabhängig wartungsfrei.
Das Isolationsgas wird unter Druck von 5 bar bis 10 bar gehalten, um die Isolationsfähigkeit sicherzustellen. Der Grund für den gegenüber Normaldruck erhöhten Gasdruck liegt darin, dass so die mittlere Weglänge der freien Elektronen im Gas, beschrieben durch das Paschen-Gesetz, reduziert ist. Durch die elektrische Feldstärke können Elektronen bei hohem Gasdruck im Mittel nicht so stark wie bei Normaldruck beschleunigt werden und stoßen an die SF6-Moleküle.
Weil SF6 das schädlichste aller Treibhausgase ist, ca. 23.000-mal stärker als CO2, war die Marktentwicklung aufgrund des drohenden Verbots zeitweise gestoppt. Mittlerweile gelten jedoch Ausnahmeregelungen für gasisolierte Schaltanlagen, die mit geringen Mengen austretenden Gases und geordneter Entsorgung begründet wurden. Zudem kann durch verschiedene Gasmischungen wie mit Stickstoff (N2) und Kohlenstoffdioxid (CO2) der absolute SF6-Anteil am Isoliergas reduziert werden. Bei gasisolierten Rohrleitern (GIL) ohne Schaltvorgängen in den Rohrabschnitten kann so der SF6-Anteil auf rund 5 % gesenkt werden. Allerdings weisen diese Mischgase eine höhere Empfindlichkeit für Verunreinigungen auf. Verunreinigungen führen zu einer Reduzierung der Isolationsfestigkeit und setzen einen höheren Gasdruck voraus, was den mechanischen Aufwand und die Anlagekosten steigert.
Als Alternative zu SF6 führte ABB im Jahr 2015 ein neues Isoliergas Air+ auf den Markt ein. Das neue Gasgemisch besteht aus Fluorketone (C5F10O) und Kohlenstoffdioxid (CO2) oder Stickstoff. Im August 2015 wurde die erste Air+-isolierte Schaltanlage mit 170 kV und 24 kV vom Elektrizitätswerk der Stadt Zürich (ewz) in Betrieb genommen.

## Bauformen
GIS werden im Allgemeinen nicht als einzelner Leistungsschalter, sondern als Felder verkauft. Unter einem Feld versteht man den Leistungsschalter oder Lasttrennschalter, die Sammelschienen- und Leitungs(Kabel)trenner, den Leitungs(Kabel)erdungstrenner, die Strom- und Spannungswandler, die Kabelanschlüsse bzw. Freiluftdurchführungen und den Leistungsschalterantrieb.

## Verhalten bei innerem Fehler

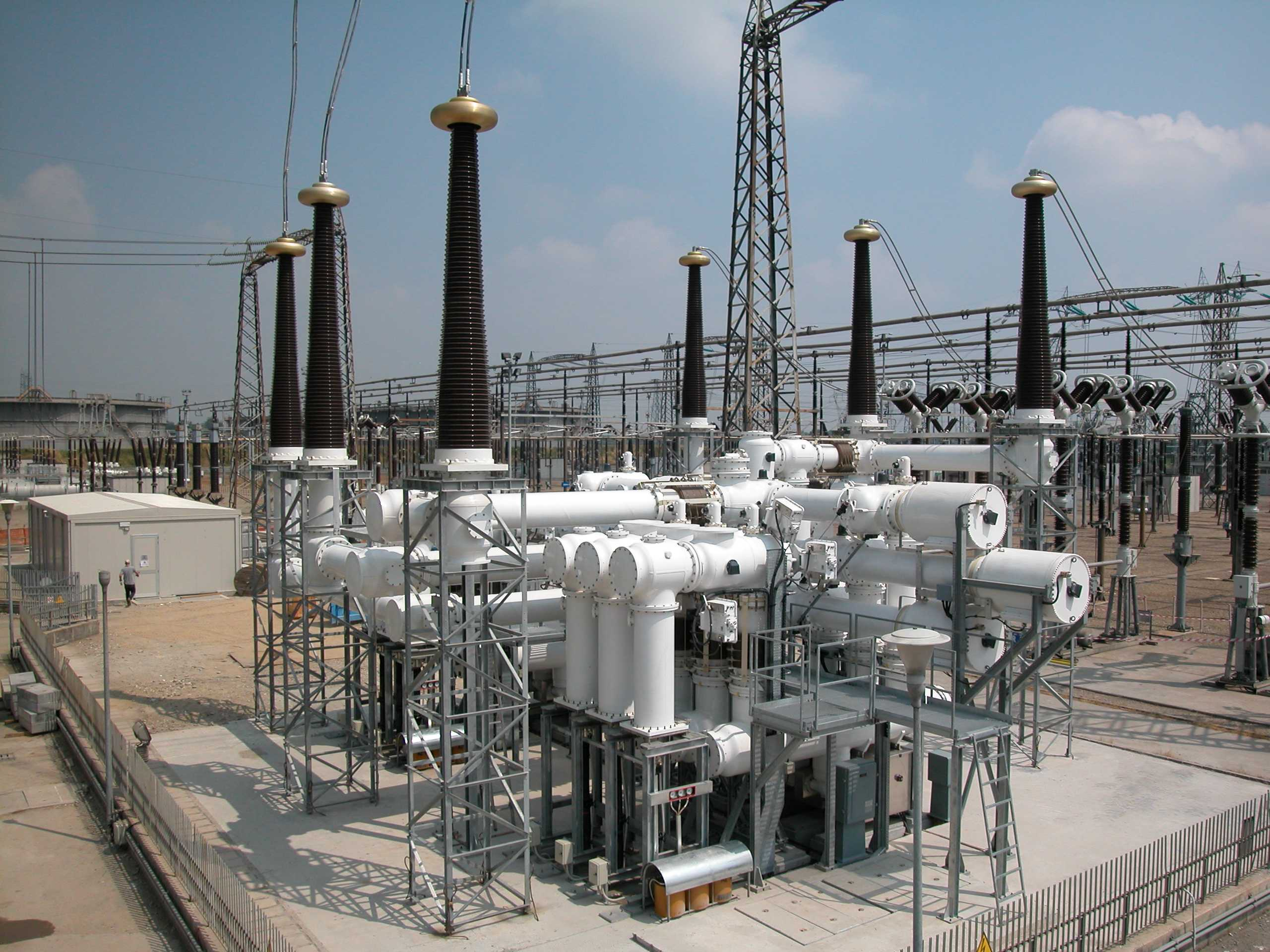
GIS in einer Freiluftanlage mit Kabelüberführungsstation für 420 kV

Im Falle eines Fehlers im Inneren der Schaltanlage kann es zu einem Störlichtbogen kommen. Dabei können sehr hohe Überdrücke und Erwärmungen auftreten, welche die Schaltanlage mechanisch und thermisch beanspruchen und unter Umständen zerstören können. Bei Bersten der Schaltanlage und den schlagartig auftretenden Überdruck im Schaltanlagenraum kann im Extremfall auch das Anlagengebäude wie bei einer Gasexplosion gefährdet werden. Um durch austretendes Gas den Überdruck im Schaltanlagenraum zu beherrschen, werden bauliche Maßnahmen wie Absorberelemente in den Schaltanlagen, Druckentlastungskanäle und Druckentlastungsöffnungen in den Raumwänden zur Sicherung der baulichen Struktur vorgesehen.
Zum Nachweis der Eignung einer Schaltanlage hinsichtlich des Personenschutzes im Falle eines Störlichtbogens sind seit dem 1. Februar 2007 Störlichtbogenprüfungen bei Mittelspannungsschaltanlagen nach der Norm IEC 62271-200 durchzuführen. Für bereits vorhandene Schaltanlagen besteht Bestandsschutz.
Dabei sind folgende Kriterien im Störfall einzuhalten:
- Ordnungsgemäß gesicherte Türen und Abdeckungen öffnen sich nicht.
- Das Gehäuse reißt nicht auf und es dürfen keine Teile mit einer Masse von mehr als 60 g von der Anlage weggeschleudert werden.
- Es entstehen keine Löcher in den zugänglichen Seiten der Schaltanlage.
- Die Indikatoren werden nicht durch heiße Gase entzündet.
- Die Kapselung der Schaltanlage bleibt mit ihrem Erdungspunkt verbunden.